# Kampitsata
Kampitsata (greacă Καμπιτσάτα) este un oraș în Grecia în prefectura Kefalonia.